# Кутьково (Ульяновський район)
Кутьково (рос. Кутьково) — присілок в Ульяновському районі Калузької області Російської Федерації.
Населення становить 2 особи. Входить до складу муніципального утворення Село Волосово-Дудино.

## Історія
Від 2004 року входить до складу муніципального утворення Село Волосово-Дудино

## Населення
| 2002 | 2010 |
| ---- | ---- |
| 19   | ↘2   |